# Cabir
Cabir (оригинальное название Caribe, также известен как EPOC.cabir и Symbian/Cabir) — название компьютерного червя написанного в 2004, который заражает мобильные телефоны под управлением Symbian OS. Если телефон заражён Cabir, каждый раз при включении телефона, на экран выводится сообщение «Caribe». Затем червь пытается заразить другие телефоны используя беспроводную связь Bluetooth.
Червь не был замечен «in-the-wild», а был разослан непосредственно в антивирусные компании, которые полагают, что червь безвреден. Несмотря на это, существование этого червя доказывает, что мобильные телефоны также подвержены заражению. Червь был написан участником международной группы вирусописателей 29A с псевдонимом Valtezz.